# 穆罕默德 (人名)
穆罕默德（阿拉伯语：‎，羅馬化：Muḥammad）是阿拉伯人名之一，通常指伊斯兰教兴起人先知穆罕默德（穆圣），也因對此位先知的敬仰，成為了伊斯蘭世界男性普遍的本名和中间名，女性亦用作中间名。中国维吾尔族使用的维吾尔语属突厥语族，穆罕默德一名由此突厥化，中文翻译维吾尔族人名时，将“مەمەت mehmet”译为“买买提”。而翻译马来西亚马来人人名时当地华人又译作莫哈末。
在历史上，该名称曾受不同民族语言和不同时期汉语语音有多种翻译，包括但不限于默罕默德、谟罕蓦德、摩訶末、马哈麻、马哈茂德、马等。

## 阿富汗人名
- 穆罕默德·塔拉基（Nur Muhammad Taraki），阿富汗人民民主党总书记
- 穆罕默德·纳吉布拉（Mohammad Najibullah），阿富汗人民民主党总书记
- 穆罕默德·伊德里斯·达乌德，阿富汗共和国前总统
- 穆罕默德·查希尔·沙阿，阿富汗末代国王，1933-1973年在位

## 巴基斯坦人名
- 穆罕默德·阿里·真纳，巴基斯坦国父
- 穆罕默德·拉菲克·塔拉尔（Muhammad Rafiq Tarar），1998-2001年巴基斯坦总统
- 米拉吉·穆罕默德·罕（Meraj Muhammad Khan），巴基斯坦政治人物

## 埃及人名
- 穆罕默德·巴拉迪（阿拉伯语：‎），埃及人，国际原子能机构总干事
- 艾哈迈德·马哈茂德·穆罕默德·纳齐夫（Dr. Ahmad Mahoud Muhammad Nazif），埃及总理
- 阿提夫·穆罕默德·奥贝德（Atef Mohammed Obeid），前埃及总理
- 穆罕默德·阿里，十九世纪埃及统治者
- ，埃及球員，現效力英超球會利物浦

## 伊朗人名
- 阿迦·穆罕默德·汗，伊朗卡扎尔王朝建立者
- 穆罕默德·阿里·沙，伊朗卡扎尔王朝第六任君主
- 穆罕默德·礼萨·巴列维（波斯语：‎），伊朗末代国王
- 穆罕默德·阿里·拉贾伊（Mohammad Ali Rajai），第二任伊朗总统
- 卡拉·穆罕默德，西亞黑羊王朝第一任君主
- 穆罕默德·哈塔米（波斯语：‎），第五任伊朗总统

## 非洲人名
- 迪莱塔·穆罕默德·迪莱塔（Dileita Mohamed Dileita），非洲吉布提总理
- 穆罕默德·西索科（Mohamed Sissoko），非洲马里足球运动员，效力于利物浦
- 穆罕默德·卡迪尔（Mohamed Abdel Kader Coubadja Touré），非洲多哥足球运动员，为多哥国家足球队历史上首位在世界杯比赛取得入球的球员
- 穆罕默德·布瓦吉吉，北非突尼西亞籍的已故小販，他的自焚引發茉莉花革命，並在阿拉伯世界引發骨牌效應。

## 其他
- 纳赛尔·穆罕默德·萨巴赫（Nasser Mohammed Al-Ahmed Al-Sabah），科威特首相
- 穆罕默德·本·拉希德·阿勒马克图姆（Sheikh Mohammed bin Rashid Al Maktoum），阿拉伯联合酋长国总理
- 艾哈迈德·阿卜杜拉·穆罕默德·桑比（Ahmed Abdallah Mohamed Sambi），科摩罗总统
- 穆罕默德·巴哈杜尔·沙·扎法，印度莫卧儿帝国末代皇帝
- 穆罕默德·阿里（محمد على），美国拳击手
- 穆罕默德·赛义德·阿尔-萨哈夫（محمد سعيد الصحاف ），伊拉克政治家
- 穆罕默德·尤纳斯（Muhammod Yunus），孟加拉国银行家、经济学家

## 參閲
- 艾哈迈德